# كويزي نحيل
كويزي نحيل (الاسم العلمي: Cantharellus tenuis) هو نوع من الفطريات يتبع جنس الكويزي من فصيلة الكويزية.